# مار مرجانی برازنده
مار مرجانی برازنده (نام علمی: Micrurus elegans) یک گونه از مارهای کفچه‌ماران است که بومی جنوب مکزیک و گواتمالا است و دو زیرگونه شناخته شده دارد.
مار مرجانی برازنده در ارتفاعات از ۵۰۰ تا ۱۰۰۰ متر از سطح دریا در جنوب مکزیک (از مرکز وراکروز، شمال اواکساکا، و سیرا د لس توکسلاس، به سمت جنوب شرقی تا جنوب تاباسکو، شمال چیاپاس) و گواتمالا (کوه‌های کارائیب شمالی) به سمت جنوب تا سیرا د لاس میناس یافت می‌شود.